# La Garçonne (film, 1957)
Pour les articles homonymes, voir Garçonne.
Pour plus de détails, voir Fiche technique et Distribution.
La Garçonne est un film français de Jacqueline Audry, sorti en 1957.

## Résumé
Déçue par son premier amour, le beau Lucien Vigneret qu'elle a surpris dans les bras de sa meilleure amie Ginette, Monique Sorbier, fille de riches industriels, se lance dans une vie de débauche. Amitié particulière (avec la chanteuse Nichette), amants successifs (dont un danseur nu : Peer Rys), drogue, la vie libre qu'elle mène la fait surnommer : « La Garçonne ». Ses retrouvailles avec son ancien professeur Georges Sauvage au moment où Lucien redevient amoureux d'elle lui feront comprendre où se trouve le vrai bonheur.

## Fiche technique
- Réalisation : Jacqueline Audry, assisté de Henri Toulout, Bernard Toublanc-Michel
- Scénario : d'après le roman éponyme de Victor Margueritte
- Adaptation : Pierre Laroche
- Dialogues : Marcel Achard
- Photographie : Marcel Grignon
- Opérateur : Raymond Lemoigne, assisté de J. Bénézech et A. Marquette
- Musique : Jean Wiener
- Chansons : Jean Marsan, Albert Willemetz : La Garçonne, (éditions Salabert)
- Décors : Lucien Aguettand, assisté de A. Hinchis et C. Paris
- Costumes : Mireille Leydet, chef costumier : G. de Segonzac
- Montage : Yvonne Martin, assistée de J. Oudoul
- Son : Julien Coutellier
- Maquillage : Jean Ulysse
- Robes : Jean Dessès
- Fourrures : Max Reby
- Photographe de plateau : Émile Savitry
- Mixage : Jacques Bonput
- Script-girl : Jeanne Witta
- Régisseur : Maurice Hartwig
- Ensemblier : Louis Germain
- Chargé de presse : Dominique Vernaz
- Tournage du 2 janvier au 8 février 1957, dans les studios : "Paris-Studios-Cinéma" de Billancourt
- Tirage : Laboratoire C.T.M de Gennevilliers
- Production : Élysées-Films
- Chef de production : Eugène Tucherer
- Administrateur : Michel Tucherer
- Distribution : Corona
- pays :  France
- Format : Pellicule 35 mm, couleur par Agfacolor
- Genre : Comédie dramatique
- Durée : 97 minutes
- Date de sortie : 
  - France : 05 avril 1957

## Distribution
- Andrée Debar : Monique Sorbier dite : "La Garçonne"
- Fernand Gravey : Georges Sauvage, l'ancien professeur de Monique
- Jean Danet : Lucien Vigneret, le premier amour de Monique
- Elisabeth Manet : Ginette, la meilleure amie de Monique
- Jean Paredès : Edgar Lair, l'acteur
- George Reich : Peer Rys, le danseur
- Suzanne Dehelly : La tante Sylvestre
- Colette Mars : Mlle Hermine dite : "Nichette", la chanteuse
- Anouk Ferjac : Claire, la secrétaire de Monique
- Renée Passeur : Mme Sorbier, la mère de Monique
- Claude Rich : Delmarre, l'acteur de la dernière scène
- Evelyne Gabrielli : Danièle
- René Lefèvre : Le professeur Vignabos
- Bernard Dhéran : Max Delaume
- Jacques Castelot : L'inconnu
- Robert Arnoux : Mr Sorbier, le père de Monique
- Marie Daems : Arlette Montéran, l'actrice
- Alain Quercy : Sacha Volant
- Gaston Orbal : Le maître d'hôtel des cabinets particuliers
- Roger Saget : Le gros groom
- Alice et Ellen Kessler : Les Dolly Sisters
- Robert Lombard : Paul Poiret
- Georges Debot : Raymond Radiguet
- Robert Rollis : Le chauffeur de Lucien
- Piella Sorano : Spinelly
- Hélène Tossy : La directrice de la pension
- Hubert de Lapparent : Jean Cocteau
- Jean Wiener : Lui-même
- Charles Lemontier : Un homme au vestiaire
- Edmond Ardisson : L'employé S.N.C.F
- René Hell : Le bagagiste sur le quai
- Serge Lecointe : Le portier du théâtre
- Robert Thomas : Un serveur
- Albert Medina : Le taxi
- Albert Daumergue : Un spectateur
- Marc Arian : Un homme au vestiaire
- Jacques Ferrière
- Georges Varenne
- Pierre Stéphen
- Françoise Jacquier
- Maryse Marion
- Catherine Valnay
- Michèle Bardollet
- Marion Laurent
- Tania Miller
- Jacques Morlaine
- Lisa Jouvet
- Mauricet
- Allain Dhurtal
- Fanny Mauve
- France Degand
- Jacqueline Danno
- Léa Gray
- Suzanne Demars
- Jacques-Henri Duval